# 布恩·卡萊爾
布恩·卡萊爾（Boone Carlyle），是美國廣播公司懸疑類電視連續劇《迷失》的角色之一，由伊恩·索默霍德（Ian Somerhalder）飾演。